# Jeu du mouchoir
Pour les articles homonymes, voir mouchoir (homonymie).

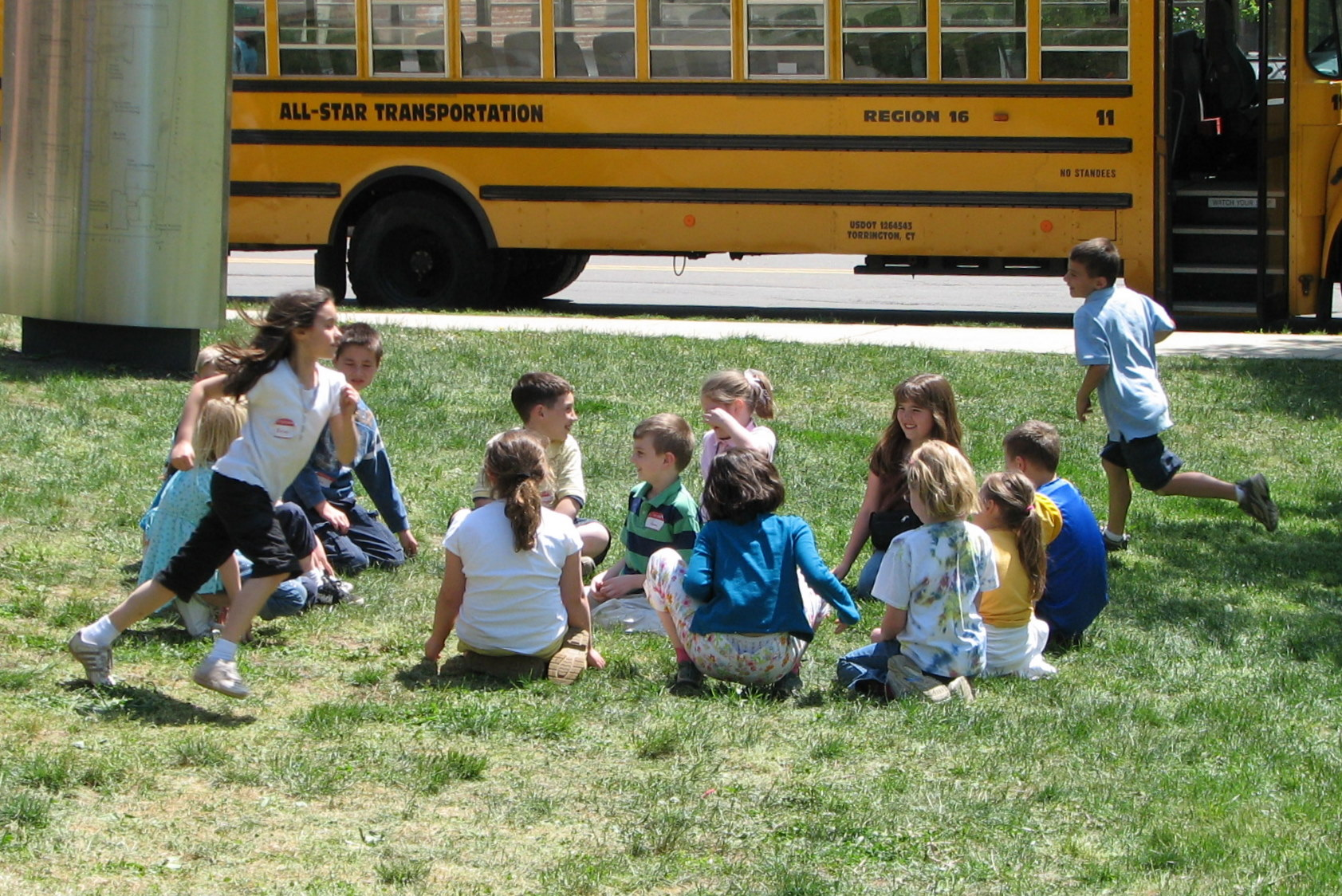
Enfants jouant à Duck, duck, goose aux États-Unis.

Le jeu du mouchoir, ou jeu de la chandelle, est un jeu traditionnel pour enfants. Il existe des variantes dans les pays francophones, comme la clé de Saint Georges (ou le renard qui passe) ou le jeu du facteur, et ailleurs dans le monde.

## Déroulement
Les participants se disposent en cercle, assis au sol, tournés vers l'intérieur du cercle. L'un d'eux, muni d'un mouchoir, court autour du groupe et lâche ce mouchoir derrière l'un de ses partenaires.
Les participants n'ont pas le droit de regarder derrière eux avant que le coureur ne les dépasse. Un participant qui s'aperçoit qu'il a reçu le mouchoir doit le prendre, se lever et rattraper le coureur avant qu'il ne regagne sa place. Si le coureur parvient à faire le tour et à s'asseoir à la place devenue libre, l'autre participant devient le coureur. Sinon il reste coureur.
L'idéal pour le coureur est de parvenir à faire le tour complet et à rejoindre le joueur qui a oublié de regarder derrière son dos.

## Variantes du jeu

### Train, train, train balai
La comptine que les joueurs fredonnent se décline aussi en "Train, train, train balai" ou "Traîne-traîne, mon balai" aussi écrit "Traîn', traîn' mon balai".

### La clé de Saint Georges (le renard qui passe)
Une version de ce jeu se déroule ainsi : le porteur du mouchoir (ou d'un autre objet utilisable comme « clé ») marche autour du cercle en chantant : « je porte, je porte, la clé de Saint Georges quand je l'aurai assez portée je la laisserai tomber au pied d'un rocher. Ne regardez pas le renard qui passe mais regardez-le quand il est passé ohé, matelots, regardez derrière votre dos ! ». Les autres enfants n'ont le droit de regarder derrière eux qu'à la fin de la comptine. L'astuce consiste pour le porteur à faire tomber discrètement la « clé », et pas forcément au moment prévu par la chanson. 
Également connue sous le nom du « renard qui passe », la comptine varie d'une région à l'autre et d'un pays à l'autre.
Une autre version encore se chante ainsi :
"Ne regardez pas le renard passer
Quand il sera passé, vous le regarderez.
À la une, à la deux, à la trois dans la boîte à chocolat.
À la quatre, à la cinq, à la six manger un petit suisse"

### Le facteur
Semblable à la variante « la clé de Saint Georges » sauf que le mouchoir est censé représenter un colis ou une lettre et que ce sont les joueurs restés assis qui chantent : « Le facteur n'est pas passé, il ne passera jamais, lundi, mardi, mercredi, jeudi, vendredi, samedi, dimanche ». Comme les facteurs ne passent pas le dimanche, cela enclenche la poursuite.

### Duck, duck, goose

Principe du jeu duck, duck, goose

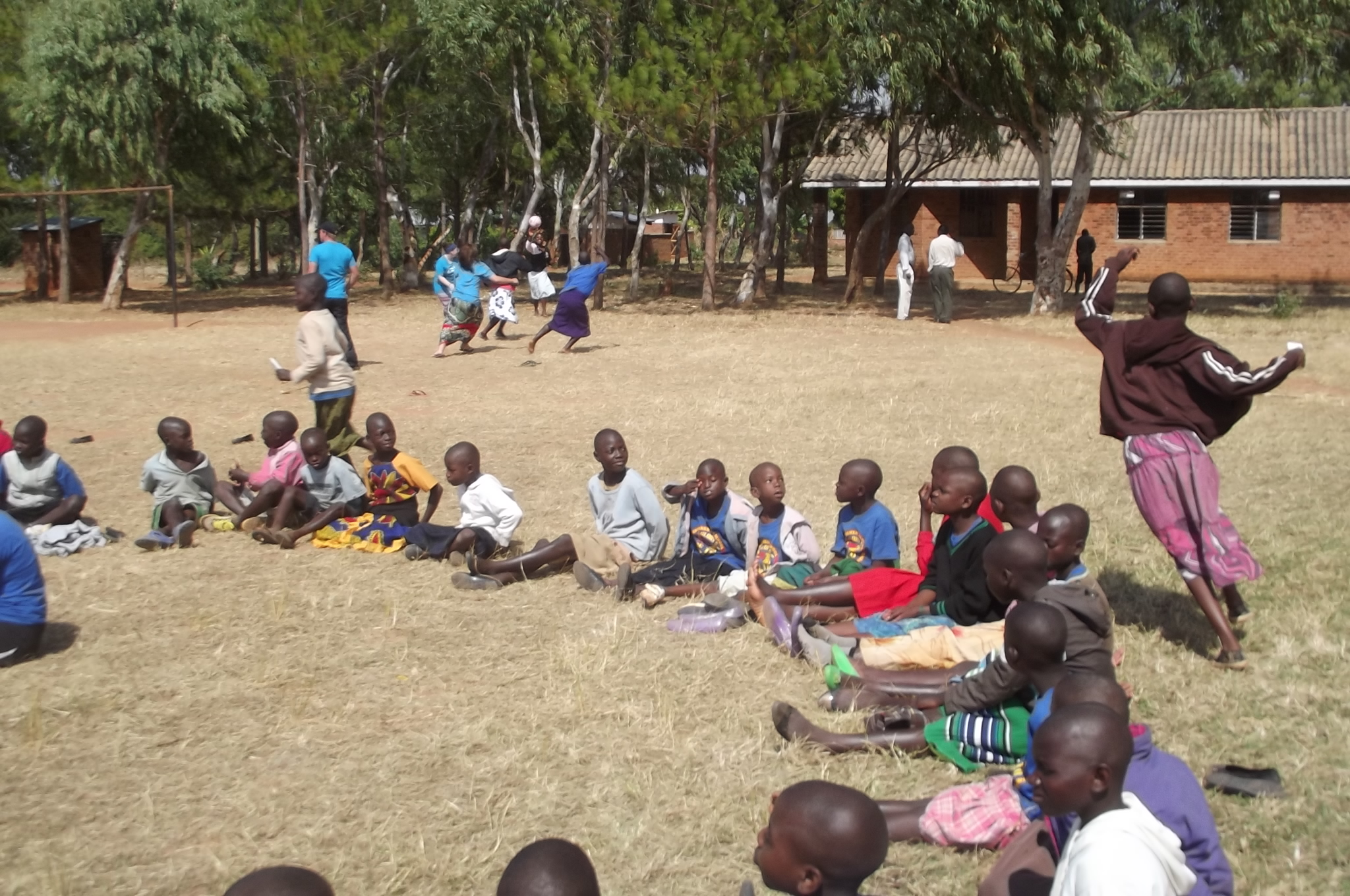
Duck, duck, goose au Malawi.

Dans les pays anglophones, le jeu standard s'appelle duck, duck, goose. Il n'implique pas l'utilisation d'un objet à laisser tomber derrière un participant, mais le coureur (picker « choisisseur », ou fox, « renard ») désigne chaque participant derrière lequel il passe par duck (canard) en le désignant du doigt, jusqu'à ce qu'il en désigne un par goose (« oie ») désignant celui-ci comme la personne choisie. Dans les pays francophones, ce jeu est appelé "Tomate ketchup".